# Saint-Jean-de-Luz
Saint-Jean-de-Luz (Baskisch: Donibane Lohizune) is een gemeente in het Franse departement Pyrénées-Atlantiques (regio Nouvelle-Aquitaine). De badplaats ligt aan de Golf van Biskaje in de Baskische provincie Labourd, en maakt deel uit van het arrondissement Bayonne. De gemeente telde 14.690 inwoners op 1 januari 2022.
Saint-Jean-de-Luz vormt samen met het aangrenzende Ciboure de belangrijkste vissershaven van Frans-Baskenland, met de vangst van sardines, heek en tonijn. In juli wordt het Fête du thon (feest van de tonijn) gevierd. Saint-Jean-de-Luz is ook een badplaats met een zandstrand van bijna een kilometer lengte.

## Geschiedenis

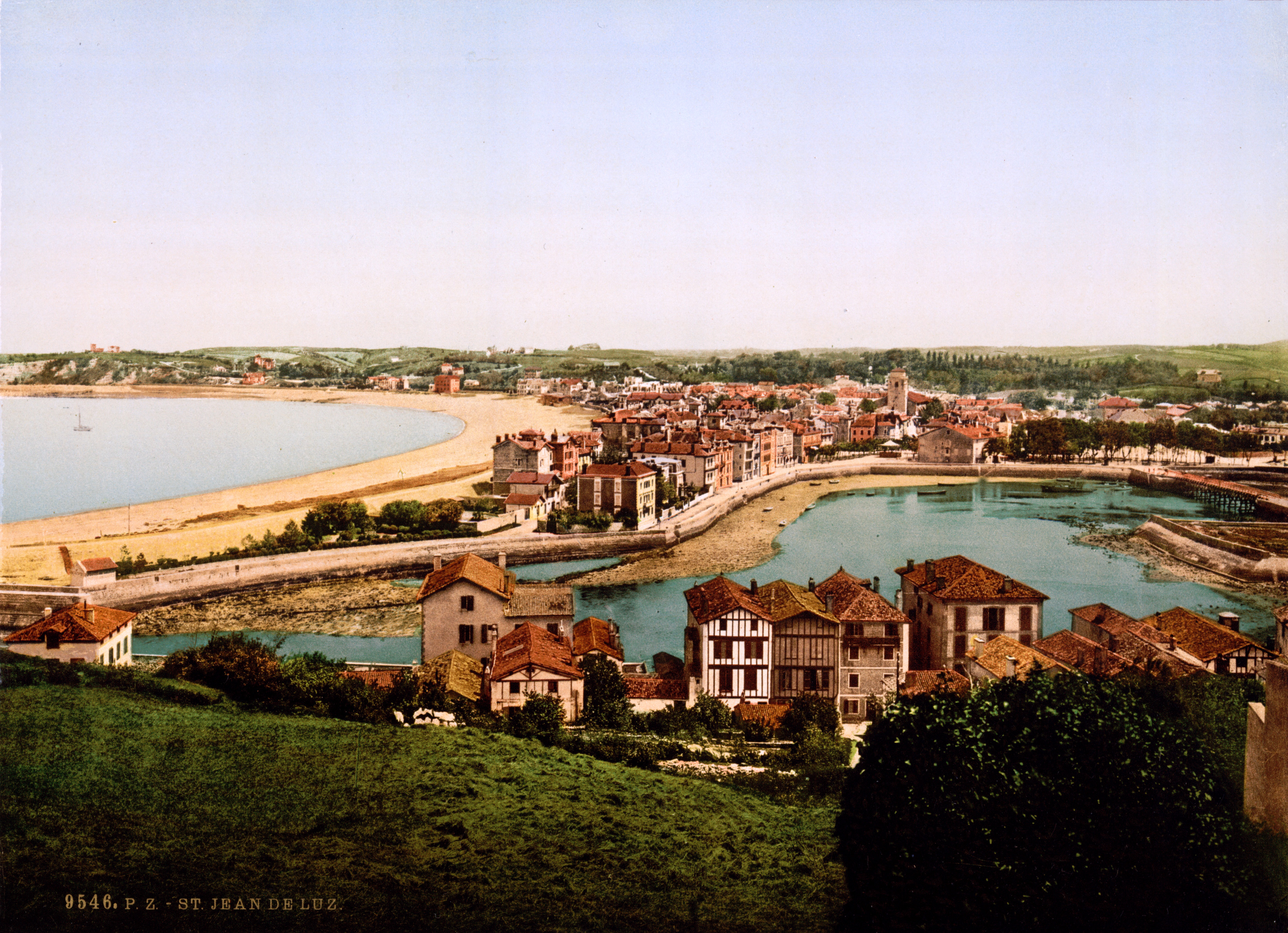
Saint-Jean-de-Luz rond 1895

Saint-Jean-de-Luz was steeds een belangrijke vissershaven. Al in de 9e eeuw werd er op walvissen gejaagd. Dit gebeurde aanvankelijk alleen in de Golf van Biskaje maar later ook in de Noord-Atlantische Oceaan. De plaatselijke vissers waren befaamd als walvisjagers maar hieraan kwam een einde in de loop van de 18e eeuw. Daarna kwam de kabeljauwvangst voor de kust van Newfoundland. Daarna werd de vangst van sardines de belangrijkste activiteit en vanaf de jaren 1950 tonijn. Tussen de 16e en de 19e eeuw waren er in Saint-Jean-de-Luz ook kapers in dienst van de Franse kroon actief. Op het hoogtepunt van deze kaapvaart in 1757 voeren hier 22 schepen uit met 117 kanonnen aan boord en 1.800 bemanningsleden. Bekende kapers waren Jean d'Albarrade en Pellot Montvieux. 
Op 9 juni 1660 vond hier het huwelijk plaats tussen Lodewijk XIV van Frankrijk en Maria Theresia van Spanje.
In 1928 werd hier de golfclub Golf de Chantaco gesticht.

## Bezienswaardigheden
- De Saint-Jean-Baptistekerk dateert uit de 15e eeuw en was de plaats van het koninklijk huwelijk in 1660. Het monumentale retabel uit verguld hout dateert uit 1669. Zoals de gewoonte is in de streek bestaat de kerk uit een beuk met aan de zijkanten houten gaanderijen. De torenspits van de kerk werd vernield door een blikseminslag in 1706 en werd nooit vervangen.
- Het Maison Louis XIV dateert uit 1643 en werd gebouwd voor de rijke wapenmaker Lohobiague. Hier verbleef Lodewijk XIV met zijn hofhouding gedurende een maand voor zijn huwelijk.
- Het stadhuis met op de binnenplaats een ruiterstandbeeld van Lodewijk XIV dat daar in 1932 werd geplaatst.
- De vuurtoren van Saint-Jean-de-Luz (1936). Deze staat aan het begin van de haven bij de monding van de Nivelle. Net als de vuurtoren van Ciboure werd deze ontworpen door architect André Pavlovsky. Hij ontwierp in de jaren 1950 ook de Saint-Barbekapel die staat op het Pointe de Sainte-Barbe.[3]

## Geografie
De oppervlakte van Saint-Jean-de-Luz bedroeg op 1 januari 2022 19,05 vierkante kilometer; de bevolkingsdichtheid was toen 771,1 inwoners per km².
De gemeente ligt op de rechteroever van de Nivelle, waar deze uitmondt in zee, in de Baai van Saint-Jean-de-Luz. Deze baai wordt deels afgesloten door drie dijken, van west naar oost de Digue de Socoa, de Digue de l'Artha en de Digue de Sainte-Barbe. Deze werden in 1864 gebouwd om de stad en de haven te beschermen tegen stormen. De baai wordt in het oosten begrensd door het Pointe de Sainte-Barbe.
De onderstaande kaart toont de ligging van Saint-Jean-de-Luz met de belangrijkste infrastructuur en aangrenzende gemeenten.

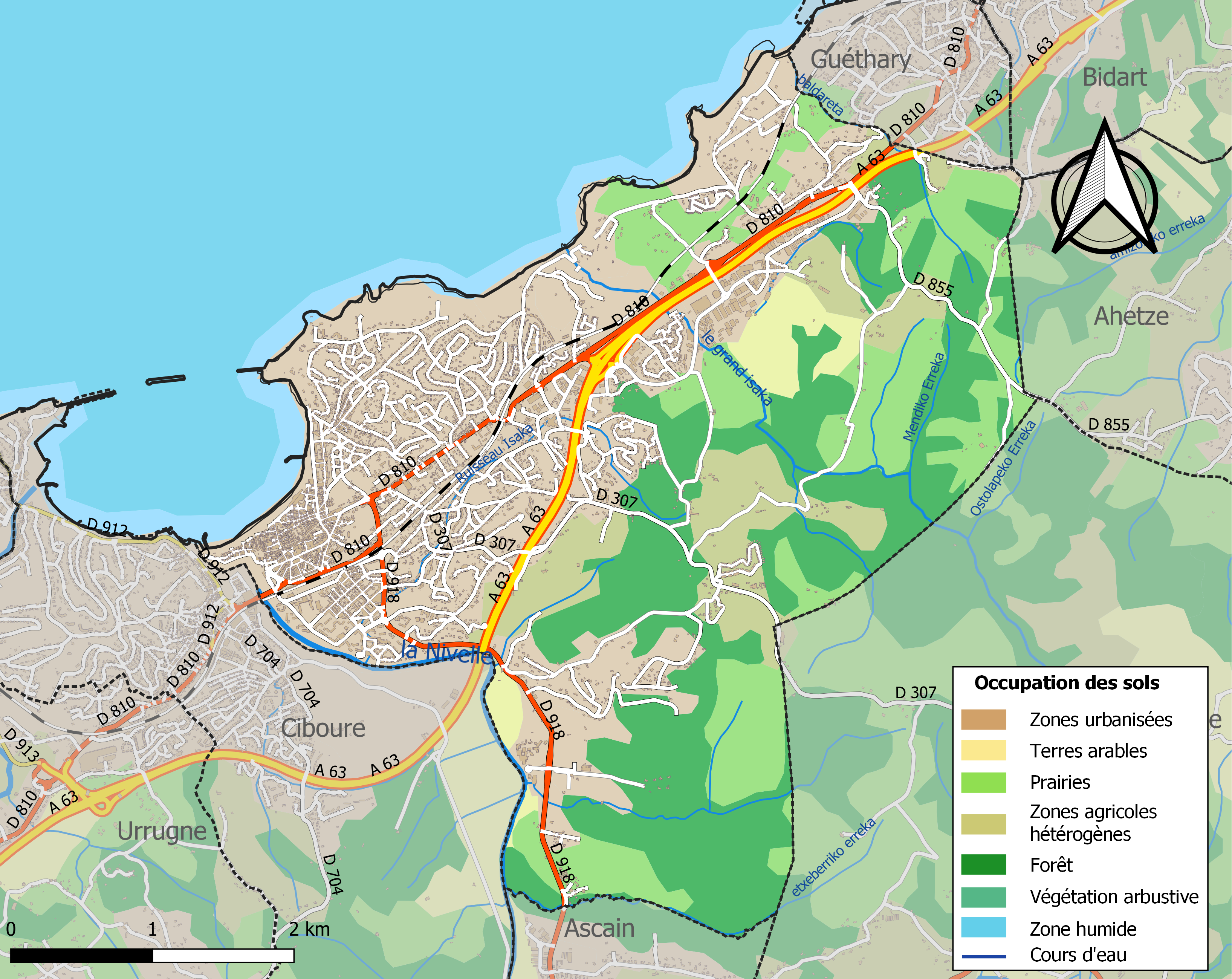

## Verkeer en vervoer
In de gemeente ligt spoorwegstation Saint-Jean-de-Luz - Ciboure. De autosnelweg A63 loopt door de gemeente.

## Demografie
Onderstaande figuur toont het verloop van het inwonertal (bron: INSEE-tellingen).

## Geboren
- Michel Etcheverry (1919-1999), acteur
- Zacarias Moussaoui (1968), terrorist, medeplichtig aan de aanslagen van 11 september 2001
- Bixente Lizarazu (1969), voetballer
- Anne-Lise Caudal (1984), golfster

## Overleden
- Louis Paulhan (1883-1963), luchtvaartpionier
- René Lacoste (1904-1996), tennisser, ontwerper van de polo en oprichter van het kledingmerk Lacoste

## Foto's

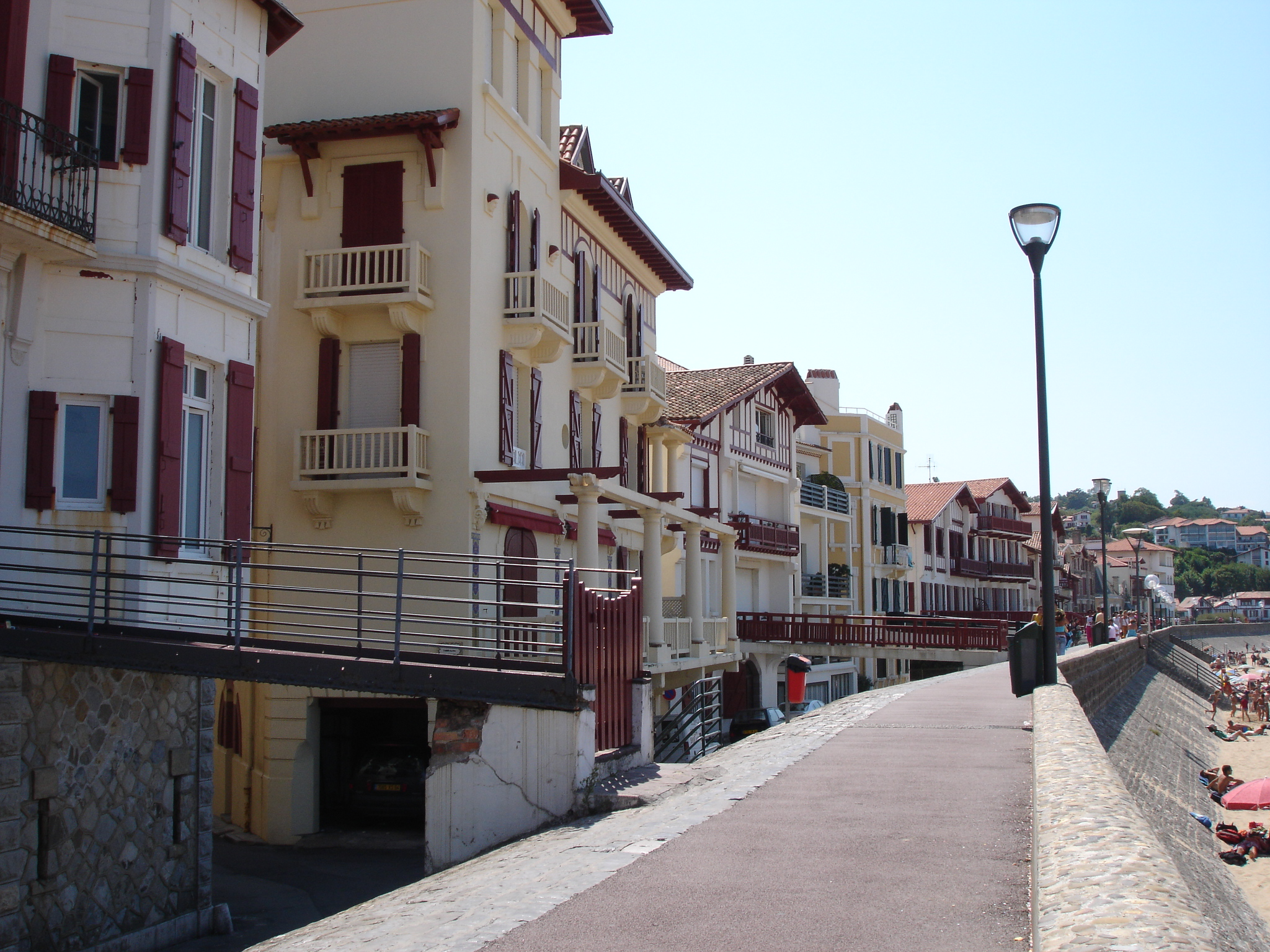
Gebouwen aan de dijk van Saint-Jean de Luz
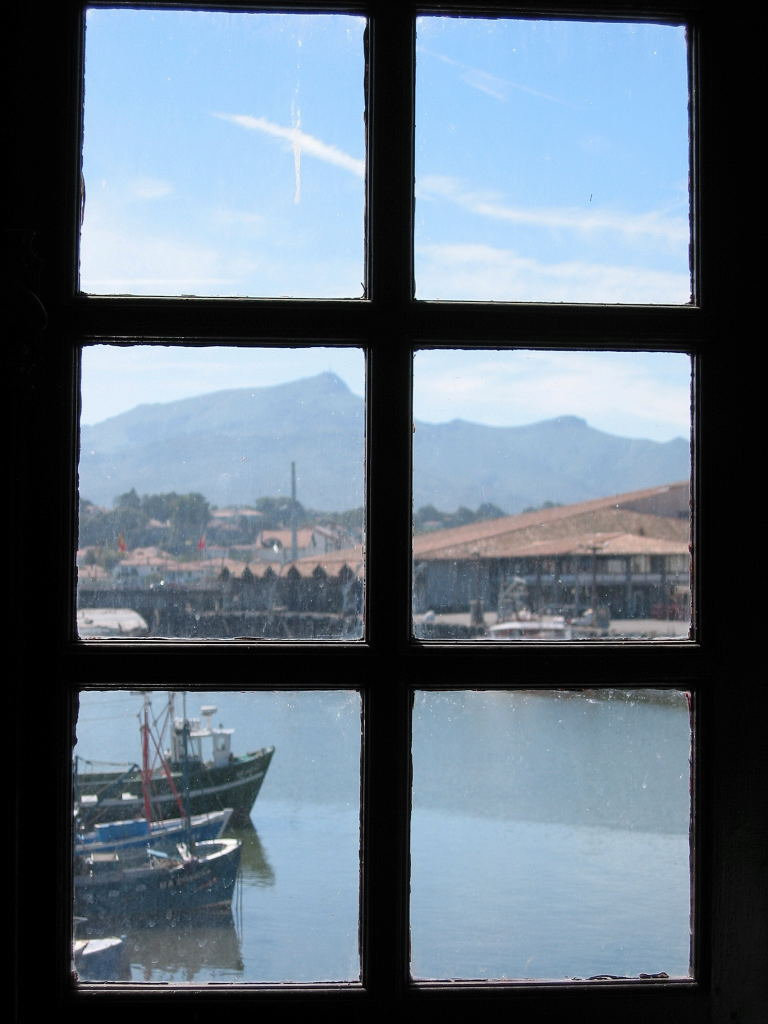
Zicht op de Rhune
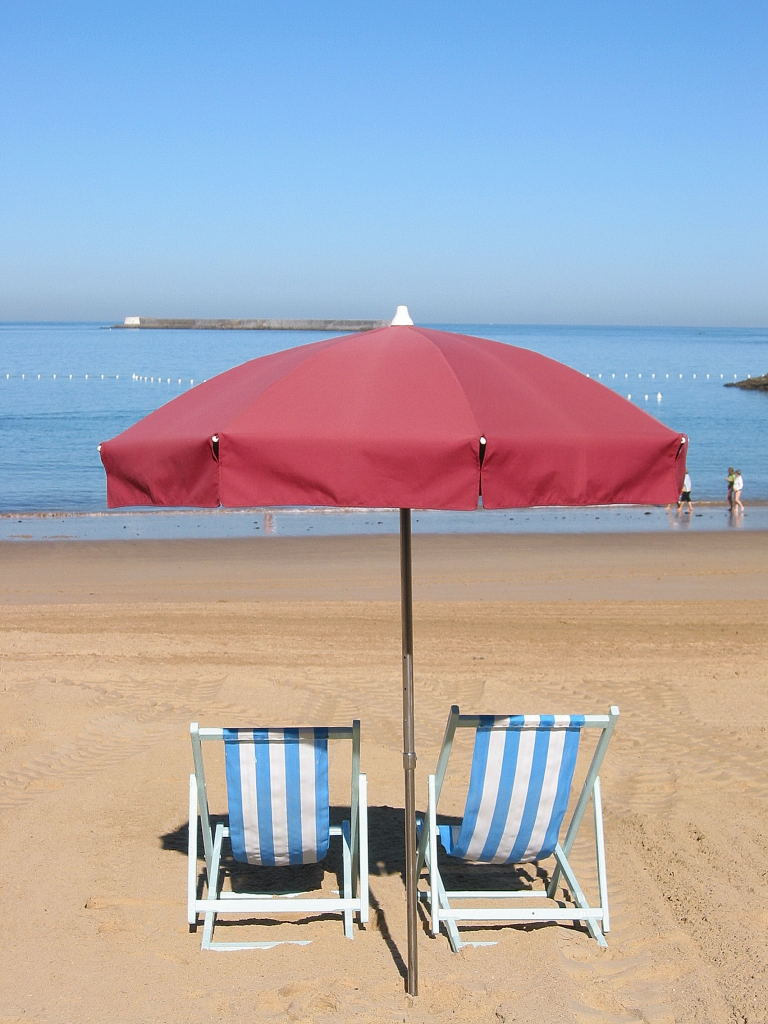
Het strand van Saint-Jean de Luz
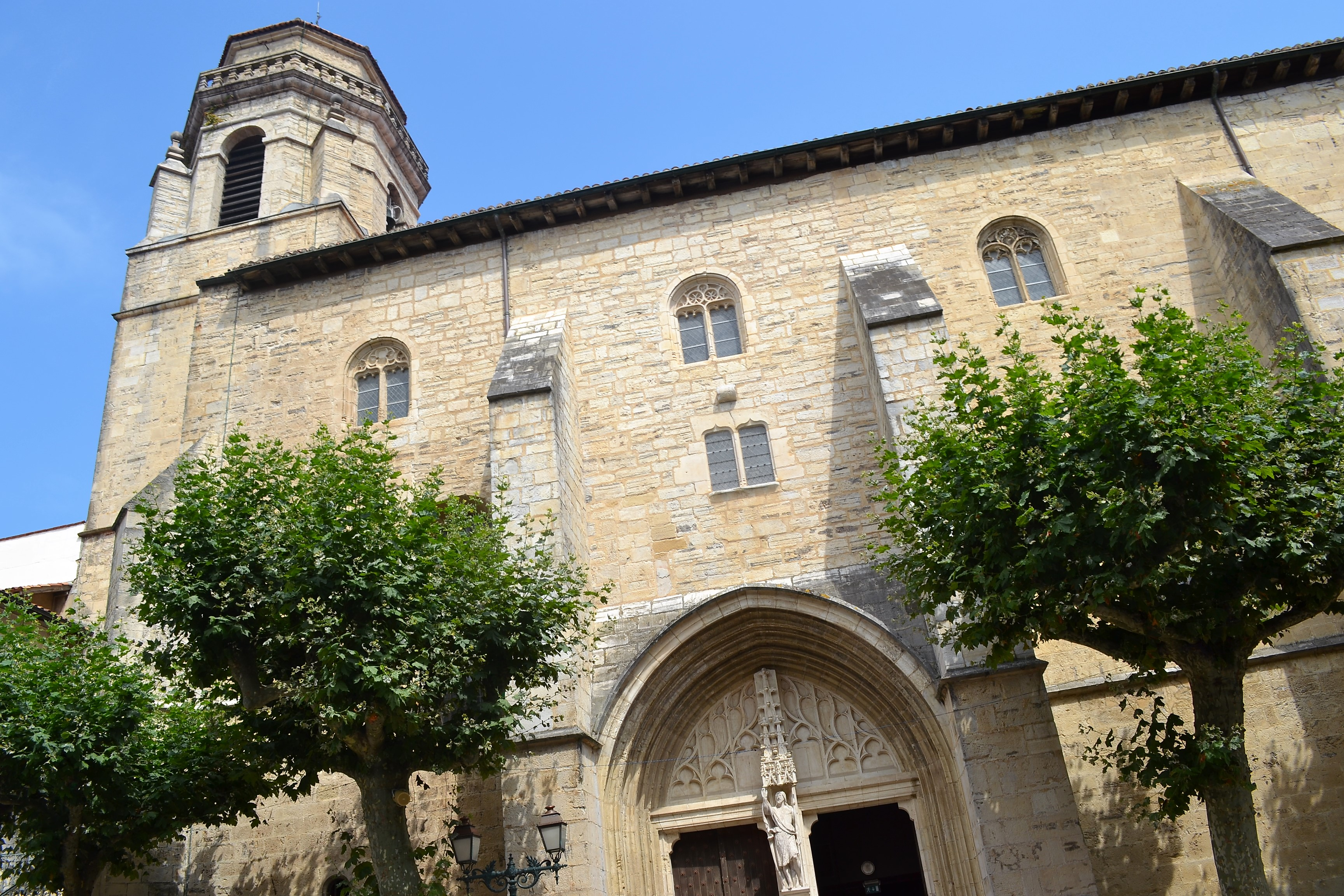
Kerk Saint-Jean-Baptiste